# August Gottlob von Hopffgarten
August Gottlob von Hopffgarten, vereinfacht auch von Hopfgarten, († 19. November 1776 in Naumburg (Saale)) war ein kursächsischer Hof- und Justizherr sowie Domherr in Naumburg und Rittergutsbesitzer.

## Leben
Er stammte aus dem thüringischen Adelsgeschlecht von Hopffgarten. Nach den Genealogen Georg Schmidt und Adolf Matthias Hildebrandt war er der älteste Sohn des Carl Gottlob von Hopffgarten und dessen Ehefrau Johanna Henrietta Freiin von Seyfertitz (1714–1765).
August Gottlob stellte sich in den Dienst der Wettiner. Am Hof in Dresden erfolgte seine Ernennung zum kurfürstlich-sächsischen Hof- und Justizrat. Als solcher zeichnete und bestätigte er auch in beauftragter Vertretung des sächsischen Landesherrn, mit mehreren anderen höheren Hofbeamten, Lehnbriefe zur Bestätigung des jeweiligen Rittergutsbesitzers.
Am Naumburger Dom wurde er Domherr (Capitular) und übernahm das väterliche Rittergut Zembschen. Als Hopffgarten starb, wurde er am 23. November 1776 feierlich im Dom zu Naumburg bestattet. Sein Rittergut Zembschen fiel an die jüngeren Bruder, die es kurz darauf an Ludwig Koch in Weißenfels verkauften.